# Kisdorfer Wohld
Kisdorfer Wohld este o arie protejată (arie de protecție specială avifaunistică — SPA) din Germania întinsă pe o suprafață de 721 ha, integral pe uscat.

## Localizare
Centrul sitului Kisdorfer Wohld este situat la coordonatele 53°51′48″N 10°01′01″E / 53.8633°N 10.0169°E.

## Înființare
Situl Kisdorfer Wohld a fost declarat arie de protecție specială avifaunistică în august 2000 pentru a proteja 8 specii de animale.

## Biodiversitate
Situată în ecoregiunea atlantică, aria protejată nu include niciun habitat protejat.
La baza desemnării sitului se află mai multe specii protejate de  păsări (8): pescăruș albastru (Alcedo atthis), buha (Bubo bubo), barză neagră (Ciconia nigra), ciocănitoarea de stejar (Dendrocopos medius), ciocănitoare neagră (Dryocopus martius), sfrâncioc roșiatic (Lanius collurio), gaia roșie (Milvus milvus), viespar (Pernis apivorus).